# ノイロリシン
ノイロリシン(Neurolysin、EC 3.4.24.16)は、酵素である。ニューロテンシンのPro10-Tyr結合を選択的に切断する。
この酵素は、ペプチダーゼファミリーM3に属する。